# Kamianka (Ostrołęka)
Kamianka [pronunciación en polaco: /kaˈmjanka/] es un pueblo en el distrito administrativo de Gmina Rzekuń, dentro del Distrito de Ostrołęka, Voivodato de Mazovia, en el centro-este de Polonia. Se encuentra aproximadamente 10 kilómetros al sudoeste de Rzekuń, 9 kilómetros al sudoeste de Ostrołęka, y 94 kilómetros al norte de Varsovia.